# Ouled Chebel
Ouled Chebel (în arabă أولاد الشبل) este o comună din provincia Alger, Algeria.
Populația comunei este de 20.006 locuitori (2008).